# Richard Grosvenor (2e baronnet)
Richard Grosvenor, 2e baronnet (c. 1604 – 31 janvier 1665) est un ancêtre des Ducs de Westminster. 

## Biographie
Il est le fils de Richard Grosvenor (1er baronnet) et passe son enfance à Eaton Hall, Cheshire. En 1628, il épouse Sydney, fille de Roger Mostyn de Mostyn, Flintshire, ce qui renforce leurs domaines dans le nord du pays de Galles.
Il est impliqué dans la Première révolution anglaise du côté royaliste. En 1643, il est Shérif du Cheshire et, en février de cette année, mis hors la loi ceux qui soutiennent la cause parlementaire après la Bataille de Edgehill au mois d'octobre précédent. En juillet 1659, il est un partisan de George Booth dans la révolte pro-royaliste avortée du Cheshire et du Lancashire. Son fils et héritier, Roger, est tué en duel par son cousin, Hugh Roberts, le 22 août 1661. Lorsqu(il meurt en 1665, il est remplacé par son petit-fils Thomas Grosvenor (3e baronnet), qui est âgé de seulement huit ans à l'époque.